# Lista de membros da Royal Society eleitos em 1957
Esta página lista Membros da Royal Society eleitos em 1957.

## Foreign Members
1. Hans Bethe[26]
2. Albert Frey-Wyssling[27]
3. Otto Hahn[28]
4. Arne Tiselius[29]

## Statute 12 Fellow
1. Robert Gascoyne-Cecil, 5.º Marquês de Salisbury[30]